# Єжи Лукашевич
Єжи Лукашевич (пол. Jerzy Łukaszewicz; 24 вересня 1931, Варшава — 18 липня 1983, там же) — польський комуністичний політик і державний діяч ПНР, секретар ЦК ПОРП, у 1980 році — член Політбюро. Керував партійною системою пропаганди, належав до оточення Едварда Герека. Був інтернований при воєнному стані у 1981—1982 роках.

## Партійна кар'єра
З юності був активістом молодіжних організацій, пов'язаних з урядущою комуністичною ПОРП. У 1949 році вступив до ПОРП. Закінчив Вищу школу суспільних наук при ЦК ПОРП. З 1961 року обіймав різні посади у партійному апараті. Просувався в основному лінією ідеології та пропаганди.
У 1961—1964 роках Єжи Лукашевич — завідувач відділу пропаганди Варшавського комітету ПОРП. У 1964—1969 роках — секретар комітету ПОРП варшавської дільниці Воля. У 1968 році кооптований до складу ЦК ПОРП. З 1969 до 1972 рік — секретар Варшавського комітету з оргпитань.
У грудні 1971 році Єжи Лукашевич був призначений секретарем ЦК ПОРП з пропаганди й агітації. Обіймав цю посаду до серпня 1980 року. З січня 1972 року до травня 1975 року одночасно був завідувачем відділу пропаганди та друку ЦК.

## Куратор пропаганди
Єжи Лукашевич був однією з ключових постатей партійного керівництва за правління Едварда Герека. Як куратор польських офіційних ЗМІ, на з'їзді Спілки журналістів у грудні 1974 року Лукашевич вимагав «зміцнювати почуття гордості та задоволення, пропагувати цінності соціалістичного ладу». Його концепція передбачала максимум позитиву в інформаційній політиці. Згодом це характеризувалося як «парадний стиль, тріскучі вихваляння».
Головними соціальними перевагами визначалися професіоналізм, компетентність та освіченість. Саме в такому контексті подавалися образи партійно-державних керівників, перш за все, першого секретаря Герека. Приховано існувала думка про відповідність культурному життю ПНР — попри «соціалістичні засади» — стандартам країн. ЗМІ орієнтували населення на «сумлінну працю як запоруку особистого успіху» за безумовної лояльності владі.
Під час робітничих протестів 1976 року керована Лукашевичем система пропаганди, насамперед «Трибуна Люду», спочатку намагалася замовчувати страйковий рух і розправи ЗОМО з протестувальниками, потім створювала картину «єдності партії та робітничого класу», яка порушується «окремими хуліганськими елементами». Така інформаційна політика сприяла різкому падінню довіри до офіційних ЗМІ.
З 1972 до 1980 року Єжи Лукашевич був депутатом сейму ПНР. Входив до депутатського клубу ПОРП.

## Відставка, ізоляція, смерть
У лютому 1980 року Єжи Лукашевич увійшов до складу вищого партійно-державного керівництва — Політбюро ЦК ПОРП. Але вже у серпні — на тлі глибокої соціально-політичної кризи та масових протестів — Лукашевича було відсторонено з керівних партійних постів. Нові керівники на чолі зі Станіславом Канею та Войцехом Ярузельським поклали на Лукашевича частку відповідальності за «негативні явища». Відсунутий від політичного процесу, у конфронтації ПОРП із рухом Солідарність Лукашевич участі не брав. Рішенням IX з'їзду ПОРП у липні 1981 року Єжи Лукашевич був виключений з партії.
13 грудня 1981 року, при введенні воєнного стану, Єжи Лукашевич був інтернований у складі групи з 37 колишніх керівників. В офіційній заяві він був названий четвертим — після Герека, Ярошевича і Грудзеня — серед тих, хто «несе відповідальність за кризу».
Наприкінці 1982 року Лукашевича звільнили. Жив приватним життям, до політики не мав стосунку, публічно не виступав. Раптово помер у віці 51 року (за збігом обставин це сталося незадовго до скасування воєнного стану). Похований на цвинтарі Військові Повонзки.